# Muziek voor Kinderen (Prokofjev)
Muziek voor Kinderen, twaalf makkelijke stukken voor piano, opus 65 is een compositie van de Russische componist Sergej Prokofjev uit 1935.
Het opusnummer bestaat uit een verzameling van twaalf stukken welke voor de beginner behapbaar zijn. De stukken liggen gemakkelijk in het oor, een gegeven wat niet vaak van pas is op de muziek van Prokofjev. 
1. De ochtend
2. Promenade
3. Een klein verhaal
4. Tarantella
5. Spijt
6. Wals
7. Mars van de sprinkhanen
8. De regen en de regenboog
9. Tikkertje spelen
10. Mars
11. De avond
12. De maan wandelt in de wei

Prokofjev verzorgde zelf de première van de twaalf stukken, en wel op 11 april 1936 te Moskou.
De cellist Gregor Piatigorsky maakte van de Mars (#10) een transcriptie voor de cello. De transcriptie voor cello klinkt welhaast inventiever dan het oorspronkelijke stuk. Door het spelen van akkoorden en pizzicato met de linkerhand vallen er geen noten weg, waardoor het stuk solo kan worden gespeeld.